# Gabrielle's Ghostly Groove 3D
Gabrielle's Ghostly Groove 3D (うしみつモンストルオ リンゼと魔法のリズム, Ushimitsu Monstruo: Linze to Mahō no Rhythm) est un jeu vidéo de rythme développé et édité par Santa Entertainment, sorti en 2011 sur Nintendo 3DS.
Une version limitée est sortie sur le Nintendo eShop sous le titre Gabrielle's Ghostly Groove Mini.

## Accueil
- Jeuxvideo.com : 12/20[1]